# Bratz
Bratz es una línea de muñecas estadounidenses de moda fabricadas por MGA Entertainment. Las primeras cuatro muñecas fueron estrenadas en 2001.

## Primeros pasos
El diseñador de juguetes Carter Bryant era el responsable del desarrollo de la línea de juguetes de Bratz. En el año 2000, se reunió con Isaac Larian, gerente ejecutivo (CEO) de Micro-Games America Entertainment (MGA Entertainment). Allí, Bryant le presentó sus fotos y a Larian le parecieron horrendas. Sin embargo se encontró con que los bocetos cautivaron a su hija, Jasmin, quien estaba visitando la oficina en ese momento.

## Productos e historia
En junio de 2001, fueron lanzadas las muñecas Bratz con cuatro personajes de moda urbana, llamadas Yasmin, Cloe, Sasha y Jade. Ganaron gran popularidad, convirtiéndose en número uno en muchos países, tales como Francia, España, Italia, México, Venezuela, Japón y número dos en el Reino Unido. Las muñecas ganaron el Premio del Juguete del Año de Family Fun y el Premio Juguete del Año por elección popular de la Toy Industry Association, Inc. (TIA, Asociación de la Industria del Juguete).
Aunque a las muñecas Bratz les fue mal en su debut el 21 de mayo de 2001, principalmente debido a la fama de Barbie, su popularidad aumentó la Navidad siguiente. En sus primeros cinco años, se vendieron 125 millones de productos en todo el mundo y en 2005, las ventas globales de productos Bratz y Bratz alcanzaron los dos mil millones de dólares. En 2006, un analista de la industria del juguete indicó que Bratz había capturado alrededor del cuarenta por ciento del mercado de muñecas de moda, en comparación con el sesenta por ciento de Barbie. La competencia entre Barbie y Bratz cada vez era mayor.
En 2002, la Bratz fue el juguete del año en el Reino Unido, convirtiéndose en una seria competidora para la, durante muchos años número uno, muñeca de moda Barbie, siendo desde entonces un fenómeno mundial.
En 2003, nuevamente ganaría un premio de la Asociación de la Industria del Juguete, en esta ocasión, al mejor juguete femenino del año, por «Bratz Super Stylin' Runway Disco».
Después de la demanda de Mattel en la que MGA salió vencedor en 2010 programó el regreso de las muñecas para ese mismo año, pero los resultados no fueron los esperados, la popularidad de las muñecas había decaído, en parte por el parón durante los años que duró el juicio contra Barbie, pero también porque el nuevo estilo y diseño de las muñecas no gustó a los fanes. Habían perdido todo lo que las caracterizaba lo que provocó protestas en los fanes, que llegaron a los directivos de MGA.
MGA Entertainment sintió que había apresurado el regreso de Bratz en el otoño de 2010 para celebrar el décimo aniversario de la marca, y la compañía quería darle a Bratz el regreso que realmente se merecía.
Las Bratz regresaron en julio de 2015 con la introducción de Raya, un nuevo personaje (a pesar de compartir el mismo nombre con un personaje anterior), para acompañar a los cuatro principales originales. El logotipo de Bratz también se volvió al original y se adoptó un nuevo eslogan.
Bratz se descontinuó nuevamente en 2016 después de un cambio de marca mal ejecutado y bajas ventas, con los fanes también descontentos y la caída de popularidad 
Isaac Larian anunció el 20 de mayo de 2017 que Bratz volvería en otoño de 2018, además de anunciar una colaboración con el diseñador de moda Hayden Williams. El Black Friday de 2018, se lanzó oficialmente el nuevo conjunto de muñecas de colección Bratz diseñadas por Hayden Williams
En el otoño de 2012, las Bratzillaz se lanzaron como una línea derivada, que representa a las 'primas brujas' de las Bratz.

## Relevancia
Las Bratz supusieron todo un hito en la historia de la juguetería. En primer lugar por plantar cara a Barbie, la muñeca cuyo reinado parecía incuestionable. En segundo lugar por haber creado un nuevo concepto de muñeca que creó escuela y ha tenido múltiples seguidoras. Hasta 2001, las muñecas vendían una imagen clásica, atemporal, dulce, propia de princesas. Esta tendencia fue rota por las Bratz. La imagen moderna, urbana, adolescente y descarada de estas muñecas creó un punto de inflexión.

## Juicio Mattel- MGA
La gama de muñecas Bratz había afectado la venta de Barbie, la muñeca de moda líder de Mattel. En 2004, las cifras de ventas mostraron que las muñecas Bratz vendieron más que las muñecas Barbie en el Reino Unido, aunque Mattel sostuvo que en términos de la cantidad de muñecas, ropa y accesorios vendidos, Barbie seguía siendo la marca líder. En 2005, las cifras mostraron que las ventas de muñecas Barbie habían caído un 30% en los Estados Unidos y un 18% en todo el mundo, y gran parte de la caída se atribuyó a la popularidad de las muñecas Bratz.
Mattel demandó a MGA Entertainment por 500 millones, alegando que el creador de Bratz, Carter Bryant, estaba trabajando para Mattel cuando desarrolló la idea de Bratz.  El 17 de julio de 2008, un jurado federal dictaminó que Bryant había creado las Bratz mientras trabajaba para Mattel, a pesar de la afirmación de MGA de que Bryant no había sido empleado por Mattel en ese momento y la afirmación de Bryant de que había diseñado las Bratz entre dos períodos separados de empleo en Mattel. El jurado también dictaminó que MGA y su director ejecutivo Isaac Larian eran responsables de convertir la propiedad de Mattel para su propio uso e interferir intencionalmente con las obligaciones contractuales que Bryant le debía a Mattel. El 26 de agosto, el jurado decidió que a Mattel se le pagaría solo 100 millones en daños, citando que solo la primera generación de Bratz había infringido la propiedad de Mattel y que MGA había innovado y evolucionado el producto de manera tan significativa que las generaciones posteriores de Bratz no podrían hacerlo. se determine de manera concluyente que está infringiendo.
El 3 de diciembre de 2008, el juez federal de distrito Stephen G. Larson otorgó una orden judicial permanente solicitada por Mattel contra MGA.  Posteriormente, el 10 de diciembre de 2009, la Corte de Apelaciones del Noveno Circuito de EE. UU. Otorgó a MGA una suspensión inmediata de la orden judicial, deteniendo así el inminente retiro del mercado de todos los productos Bratz, asegurando que los minoristas podrían continuar vendiendo MGA -producido producto de Bratz a través de al menos el fallo final de la Corte sobre el asunto. En su declaración inicial, el Tribunal sugirió que el fallo anterior de Larson era "draconiano" y había ido demasiado lejos al otorgar la propiedad de toda la franquicia de Bratz a Mattel. El Tribunal de Apelaciones también ordenó a MGA y Mattel resolver su disputa fuera de los tribunales.  
El 22 de julio de 2010, el Tribunal de Apelaciones del Noveno Circuito declaró que la propiedad de la franquicia Bratz pertenecía a MGA Entertainment. El Tribunal de Apelaciones rechazó el fallo original del Tribunal de Distrito para Mattel, en el que se ordenó a MGA Entertainment que renunciara a toda la marca Bratz, incluidos todos los derechos de autor registrados y marcas comerciales del nombre Bratz, a favor de Mattel. El panel de la Corte de Apelaciones dijo que el juez Larson había abusado de su discreción con su fallo a favor de Mattel, concluyendo que el contrato de trabajo de Bryant podría haber cubierto, pero no necesariamente, ideas como diseños, procesos, programas de computadora y fórmulas, que son todo más concreto. 

## Personajes
Las bratz principales son Cloe (de etnia caucásica), Yasmin (latina), Jade (oriental), Sasha (afrodescendiente). No todas han aparecido en la totalidad de colecciones, pero sí en la mayoría. Igualmente han sido las cuatro, protagonistas de las películas, la serie y videojuegos. Para dar la réplica a las féminas, aparecieron cuatro Bratz Boyz. Estos son Cameron (caucásico), Dylan (negro o mulato), Eitan (oriental) y Koby (caucásico). A esta lista básica de bratz se han ido sumando infinidad de nuevos personajes.
- Cloe: conocida por su apodo «Ángel», es la más escandalosa de las chicas ya que puede hacer una montaña de un grano de arena. Aun así es chica asombrosa, inteligente y aplicada que es muy buena tanto en los estudios como en los deportes. Ha estado enamorada de Cameron desde hace tiempo, pero no se atreve a decirle nada.
- Yasmin: responde al apodo de «Princesa bonita/Princesita», es la más tímida de las cuatro, ama todo lo que tenga que ver con la naturaleza, lo fantástico y lo espiritual, así que es usual verla hacer yoga cuando no está sus amigas. El canto es otra de sus grandes pasiones.
- Jade: también llamada «Gatita», es la chica con más estilo del grupo; es capaz de hacer los mejores conjuntos y dar los mejores consejos de moda. Es una amante de los gatos. Le encanta todo lo diferente y no teme hacer cosas peligrosas, como saltar en paracaídas.
- Sasha: o como sus amigas la llaman «Conejita», es la mejor bailarina con la que te podrás topar y no teme a decir lo que piensa, a veces es algo mandona pero sus amigas siempre la bajan de esa nube, ama el hip-hop y sabe que está destinada al éxito.

## Evolución 2010 al presente
A principios de 2010, Bratz tomó una breve pausa después de la primera demanda de Mattel y regresó ese mismo año para conmemorar el décimo aniversario de la franquicia. En 2013 las muñecas se cambiaron para tener un cuerpo más alto y un logotipo completamente nuevos. MGA Entertainment tomó la decisión de reformar por completo las muñecas Bratz a lo largo de 2014, en un esfuerzo por devolver la marca a sus raíces. 
En julio de 2015, Bratz regresó y se lanzó un conjunto de muñecas nuevas, presentando un nuevo personaje principal llamado Raya a la alineación de Cloe, Jade, Yasmin y Sasha, así como un nuevo eslogan y diseño de sitio web. Los cuerpos se cambiaron para volver a tener 10 "de altura, pero con un nuevo molde de cuerpo y cabeza. 
Las muñecas Bratz de 2015 se encontraron con una reacción negativa de los fanes, quienes sintieron que las muñecas carecían de descaro y creían que MGA Entertainment se había equivocado, quitando "lo que hizo a las Bratz especiales". Debido a la mala recepción y malas ventas de las nuevas muñecas Bratz, solo se produjeron dos líneas para el otoño de 2016, y MGA respondió a los fanes diciendo que se estaban tomando un descanso de la fabricación de las Bratz. Isaac Larian, presidente y director ejecutivo de MGA anunció el 16 de enero de 2017 que Bratz se relanzaría para una tercera ejecución, con muchos cambios basados en los comentarios de los fanes. Según los comentarios de muchos antiguos fanes de Bratz, rechazaron las nuevas muñecas Bratz y prefirieron las muñecas Bratz lanzadas antes del relanzamiento en otoño de 2015 (y hasta cierto punto, antes del relanzamiento en otoño de 2010). El 21 de mayo de 2017, el 16 aniversario de Bratz, Larian volvió a  para anunciar que las Bratz regresarían en el otoño de 2018. 
El 21 de mayo de 2018, el 17 aniversario de las Bratz, Hayden Williams anunció que su colaboración con la marca se lanzaría más adelante en el año. Creó una línea de muñecas "Bratz Collector", en la que tenía un control creativo completo sobre cómo se producían las muñecas.  Las muñecas se lanzaron en otoño de 2018. Las muñecas presentan el eslogan original y otra reelaboración del logotipo original.

## Cine

### Películas
- 2004: Bratz, el video: Las estrellas del estilo
- 2005: Bratz: Rock Angelz
- 2006: Bratz: Genie Magic
- 2006: Bratz Babyz: The Movie
- 2006: Bratz: Passion 4 Fashion – Diamondz
- 2007: Bratz Kidz: Sleepover Adventure
- 2007: Bratz: Desfile de hadas
- 2007: Bratz: Super Babyz
- 2007: Bratz: La Película
- 2008: Bratz: Niñas realmente en onda
- 2008: Bratz Kidz: Un cuento de hadas
- 2009: Bratz Babyz: Salvan La Navidad
- 2011: Bratz: Mascotas Mimadas, Una Aventura De Rescate
- 2012: Bratz: Joyas del Desierto
- 2013: Bratz: En París

### Bratz La Película: Primer largometraje de acción real
Fue estrenado el 3 de agosto de 2007 en los Estados Unidos, la primera película con personajes de carne y hueso, titulada, Bratz: The Movie. En España se estrenó el 27 de agosto del mismo año.
La película fue dirigida por Sean McNamara y los personajes principales están protagonizados por Skyler Shaye (Cloe), Janel Parrish (Jade), Nathalia Ramos (Yasmin) Y Logan Browning (Sasha). Destacan las apariciones estelares de Jon Voight.

## Videojuegos

### THQ
- Bratz Babyz (videojuego): PC/Game Boy Advance.
- Bratz Super Babyz: DS.
- Bratz 4 Real: DS.
- Bratz Rock Angelz: PS2/PC/GC.
- Bratz Girlz Really Rock: PS2/Wii/DS.
- Bratz Forever Diamondz: PS2/DS/Wii.
- Bratz The Movie: PS2/DS/Wii

### Game Factory/Electronic Arts
- Bratz Ponyz: DS.
- Bratz Kidz: Slumber Party: PS3/X360/Wii/DS.
- Bratz Ponyz 2: DS.